# Le Conte du tsar Saltan (conte)
Pour les articles homonymes, voir Le Conte du tsar Saltan.
Le Conte du tsar Saltan (dont le titre complet est « Le Conte du tsar Saltan, de son fils, glorieux et puissant preux le prince Gvidon Saltanovitch et de la très-belle princesse-cygne ») est un long conte merveilleux en vers, rythmés et rimés, écrit par Alexandre Pouchkine en 1831. Librement inspiré d'un conte traditionnel russe, il constitue la source de l'opéra fantastique du même nom, composé en 1899-1900 par Nikolaï Rimski-Korsakov pour le centenaire de la naissance du poète.
Cette œuvre est très célèbre en ex-URSS et de nombreux russophones en connaissent des passages entiers par cœur.

## Historique
Le Conte du Tsar Saltan a été écrit par Pouchkine en 1831, et publié pour la première fois en 1832, d'après un conte édité par Vladimir Dahl. On sait qu'à l'origine, Pouchkine avait envisagé d'écrire le conte en alternant vers et prose, mais qu'il avait ensuite abandonné cette idée. Il aurait produit deux variantes différentes du texte (dont une esquisse dès 1822 à Kichinev, et une autre version pendant son exil à Mikhaïlovskoïe, dans la province de Pskov, en 1824-1825) avant de s'arrêter à sa formulation définitive, qui complète et modifie l'histoire originelle tout en conservant son caractère populaire russe. La question des sources des contes de Pouchkine a été étudiée par M.K. Azadovsky (voir Liens externes).

## Structure
Le poème comporte 996 vers réguliers et est divisé en 27 parties séparées typographiquement, de longueur inégale (de 8 à 96 vers). Le mètre utilisé est le chorée (aussi appelé trochée), de 7 ou 8 syllabes, accentué sur les syllabes impaires (1, 3, 5, 7), ce qui donne à l'ensemble une tonalité légère et sautillante qui s'accorde au contenu, tout en facilitant la mémorisation du poème. Le système de rimes utilisé est celui des rimes plates (ou suivies).
Se conformant à la structure traditionnelle des contes, le poème comporte des passages répétés à plusieurs reprises, avec quelques variantes.
Voici un exemple de passage récurrent, avec indication de l'accentuation (vers 281-284) :
Vietier viesielo choumit,

Soudno viesielo biejit

Mimo ostrova Bouïana,

K tstarstvou slavnovo Saltana (...)
(Le vent chante allègrement / Le vaisseau file gaiement / Par-delà l'île Bouïane / Vers l'illustre roi Saltan).
Du point de vue du sens, le poème peut être divisé grosso modo en trois parties :
- vers 1-222 : conception, naissance, jeunesse et accession au pouvoir du prince Gvidone
- vers 223-732 : allers-retours entre l'île Bouïane et le royaume du tsar Saltan
- vers 733-996 : mariage du prince Gvidone et retrouvailles avec son père.

## Thème général

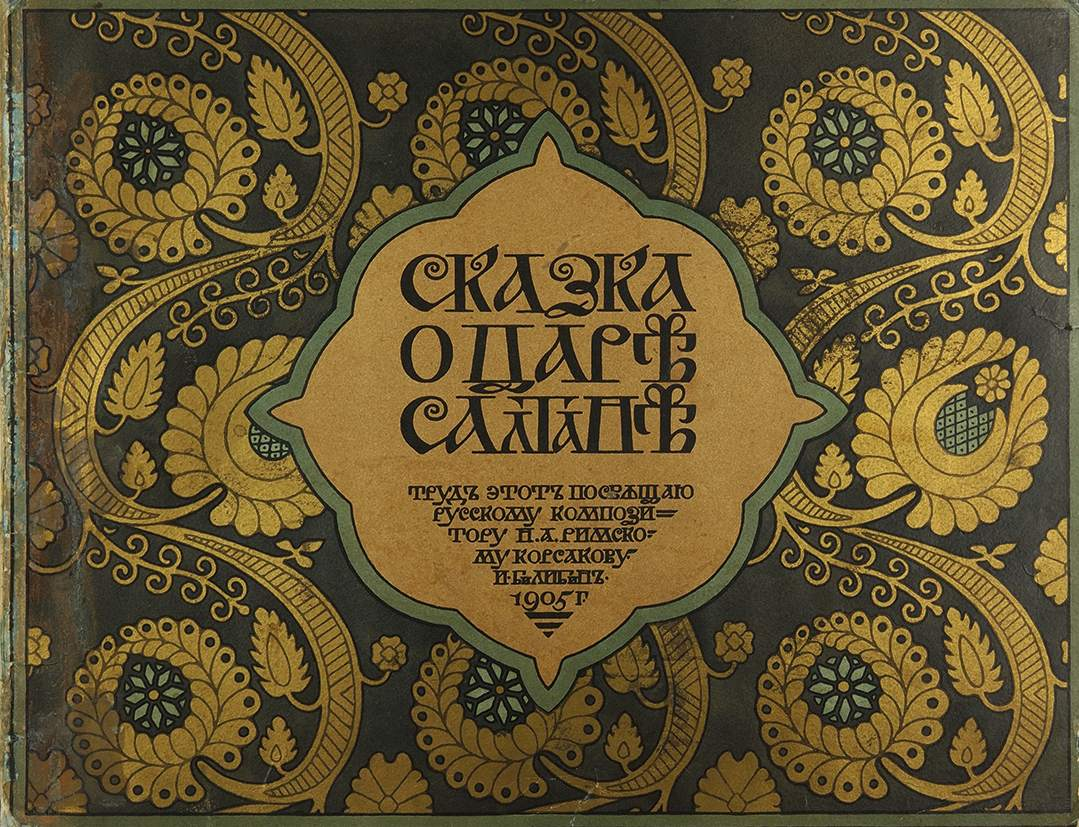
Couverture du Conte du tsar Saltan, par Bilibine (1905)

Le tsar Saltan choisit sa femme parmi trois sœurs, nommant les deux autres cuisinière et tisserande à la cour. Celles-ci, jalouses, font en sorte que lorsqu'en l'absence de son mari la tsarine donne naissance à un fils, le futur prince Gvidone, elle soit jetée à la mer avec son fils dans un tonneau.
La mer prend pitié des infortunés et les dépose sur le rivage de la lointaine île Bouïane. Le fils, qui a grandi à l'intérieur du tonneau, part à la chasse et sauve des griffes d'un rapace un cygne, qui s'avère être une jeune fille ensorcelée.
Le cygne fait surgir une ville dont Gvidone sera le prince, mais celui-ci se languit de son pays. Le cygne le transforme en moustique, ce qui lui permet d'arriver caché à bord d'un navire marchand dans le royaume de son père (qui croit sa femme et son fils morts), royaume qu'il visitera ainsi à trois reprises. Les marchands évoquent devant le tsar Saltan les merveilles de l'île Bouïane et lui transmettent l'invitation de Gvidone, mais les deux sœurs et leur mère parviennent à chaque fois à dissuader le tsar d'entreprendre le voyage en évoquant des prodiges encore plus grands, que le cygne fait ensuite apparaître effectivement sur Bouïane. Gvidone, sous l'apparence d'un moustique, puis d'un bourdon, se venge d'elles en les piquant au visage avant de regagner son île.
Lorsque Gvidone exprime le désir d'épouser une princesse à la beauté fabuleuse évoquée par les commères, le cygne se révèle comme étant lui-même cette princesse, et Gvidone l'épouse. Saltan finit par accepter l'invitation, et, bouleversé de joie, reconnaît sa femme et découvre son fils et sa jeune épouse.

## Détail des parties de l'œuvre

### De la conception à l'accession au pouvoir du prince Gvidone

#### Vers 1-14: les trois sœurs
Trois jeunes filles sœurs devisent à la fenêtre, évoquant ce qu'elles feraient si elles étaient tsarines : l'une offrirait un festin général, la seconde tisserait du drap pour le monde entier, la troisième donnerait au tsar un fils qui deviendrait un bogatyr (preux chevalier).

#### Vers 15-32: le choix du tsar Saltan
Le tsar Saltan, qui a tout entendu derrière la porte, est charmé par le projet de la troisième jeune fille et décide de l'épouser et de lui faire l'enfant en question. Quant à ses deux sœurs, il leur suggère de les suivre, respectivement en tant que tisserande et cuisinière.

#### Vers 33-49: les noces du tsar Saltan
Le soir même, le tsar donne un festin pour célébrer ses noces, puis rejoint au lit sa jeune épouse qu'il rend enceinte, tandis que les deux sœurs étouffent de dépit.

#### Vers 50-72: la naissance d'un fils
Cependant, le tsar Saltan doit retourner à la guerre, en enjoignant à son épouse de bien veiller sur elle-même. Tandis qu'il guerroie, elle donne naissance à un fils, et envoie un messager annoncer la nouvelle au tsar. Les deux sœurs, aidées par leur mère, la Babarikha, interceptent le message et le remplacent par un autre, disant que la tsarine a mis au jour une bête inconnue et repoussante.

#### Vers 73-80: la colère du tsar
À cette nouvelle, le tsar, de rage, veut d'abord faire pendre le messager, mais se ravise et fait répondre à sa femme qu'elle attende sa décision à son retour.

#### Vers 81-106: la mère et l'enfant sont jetés à la mer

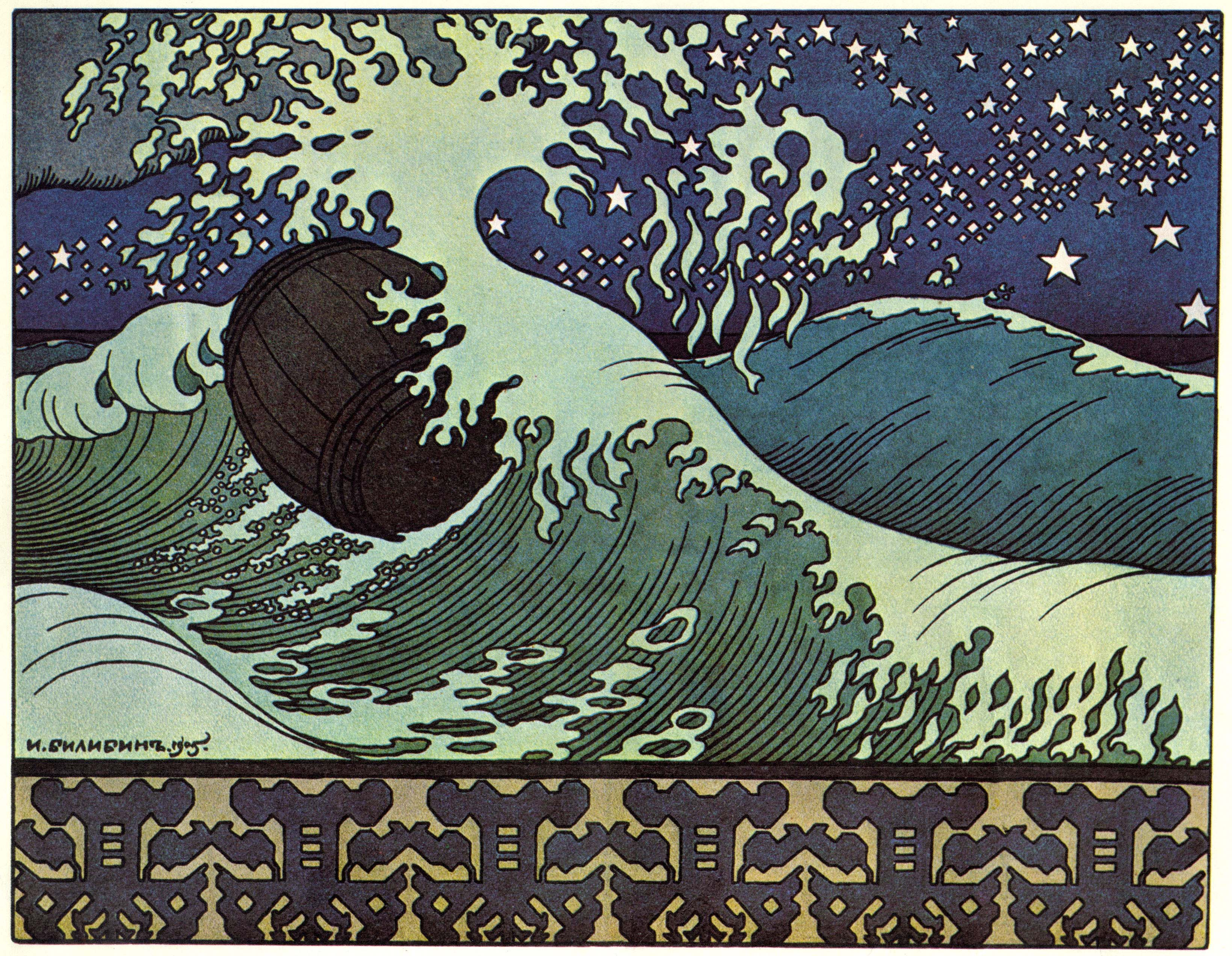
« Le tonneau vogue sur l'onde. »

Les deux sœurs et la Babarikha interceptent cette fois encore le message et le remplacent par un autre, ordonnant aux boyards de la cour de jeter la tsarine et le tsarévitch à la mer. Les boyards s'exécutent à contre-cœur, enferment la mère et l'enfant dans un tonneau qu'ils jettent dans les flots.

#### Vers 107-138: la mer miséricordieuse

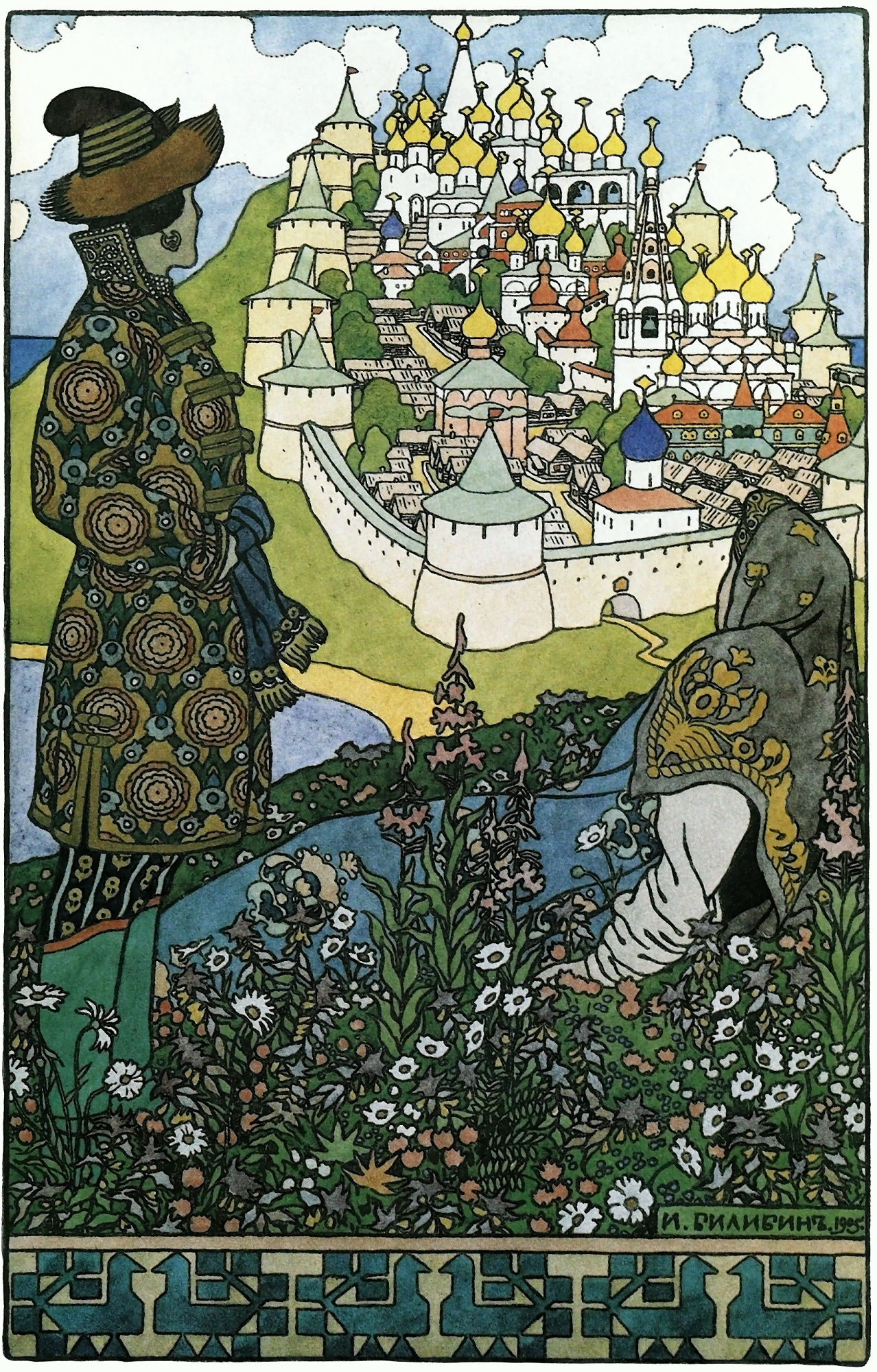
L'île Bouïane

Dans le tonneau ballotté par les vagues, la mère se lamente, tandis que l'enfant grandit à vue d'œil. Celui-ci prie alors « la vague » de les rejeter sur le rivage, et la mer les y dépose en effet doucement. Le fils brise le couvercle du tonneau d'un coup de tête, et avec sa mère ils mettent pied à terre.

#### Vers 139-152: la découverte de l'île Bouïane
Ils découvrent qu'ils sont sur une île – l'île Bouïane –, où sur une colline pousse un chêne. Le jeune homme fabrique un arc avec une branche du chêne, et s'en va en quête de gibier.

#### Vers 153-190: le combat du cygne et de l'oiseau de proie
Il voit au bord de la mer un cygne se battre avec un oiseau de proie. Le tsarévitch abat le rapace de sa flèche unique, et le cygne s'adresse à son sauveur pour le remercier : en fait, il s'agit d'une jeune fille transformée en cygne par un magicien qui avait pris l'apparence du rapace. Elle l'assure de sa reconnaissance et en attendant, lui suggère de rejoindre sa mère et d'aller dormir.

#### Vers 191-222: le prince Gvidone règne sur Bouïane
À leur réveil, le tsarévitch et sa mère, affamés, découvrent devant eux une ville magnifique. Ils s'y rendent et sont fêtés par la population qui fait du tsarévitch son roi : désormais il régnera sous le nom de Prince Gvidone (ou Guidon).

### Allers-retours entre Bouïane et le royaume du tsar Saltan

#### Vers 223-280: le navire marchand et le moustique

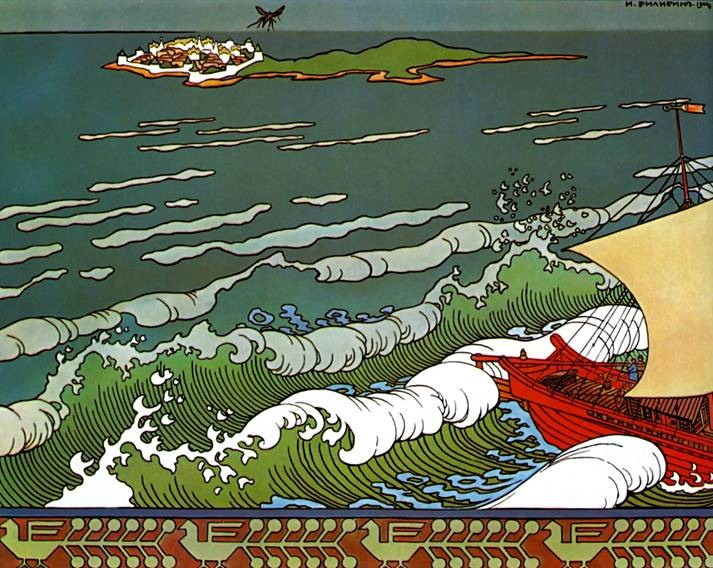
Le vol du moustique

Apparaît un vaisseau dont les marins, apercevant les coupoles de la ville, décident d'accoster sur l'île. Gvidone les invite et s'enquiert ce qu'ils transportent et pour quelle destination. Ils lui détaillent leur cargaison de fourrures qu'ils vont livrer au tsar Saltan qui réside vers l'orient, au-delà de l'île Bouïane ; Gvidone les prie de saluer le tsar de sa part. Tandis qu'il se promène tristement le long du rivage en pensant à son père, il rencontre le cygne, qui lui propose de le transformer en moustique afin qu'il puisse accompagner le vaisseau sans être remarqué, ce que le prince accepte.

#### Vers 281-350: le premier récit des marchands
Le vaisseau parvient dans le royaume du tsar Saltan. Celui-ci, d'humeur sombre et ignorant que son fils est vivant, demande à son tour des nouvelles aux marchands, qui lui parlent de l'île Bouïane et de sa cité magnifique, où règne le prince Gvidone. Saltan souhaite visiter ce royaume, mais il en est dissuadé par les trois femmes : la cuisinière cherche à déprécier l'île merveilleuse en lui parlant d'une forêt où vit un écureuil qui sait chanter et grignote des noix d'émeraude aux coquilles d'or. Ce mensonge rend furieux Gvidone, qui, toujours sous la forme d'un moustique, va piquer sa tante à l'œil droit et s'enfuit au-dessus de la mer pour rejoindre son île.

#### Vers 351-398: l'écureuil magique

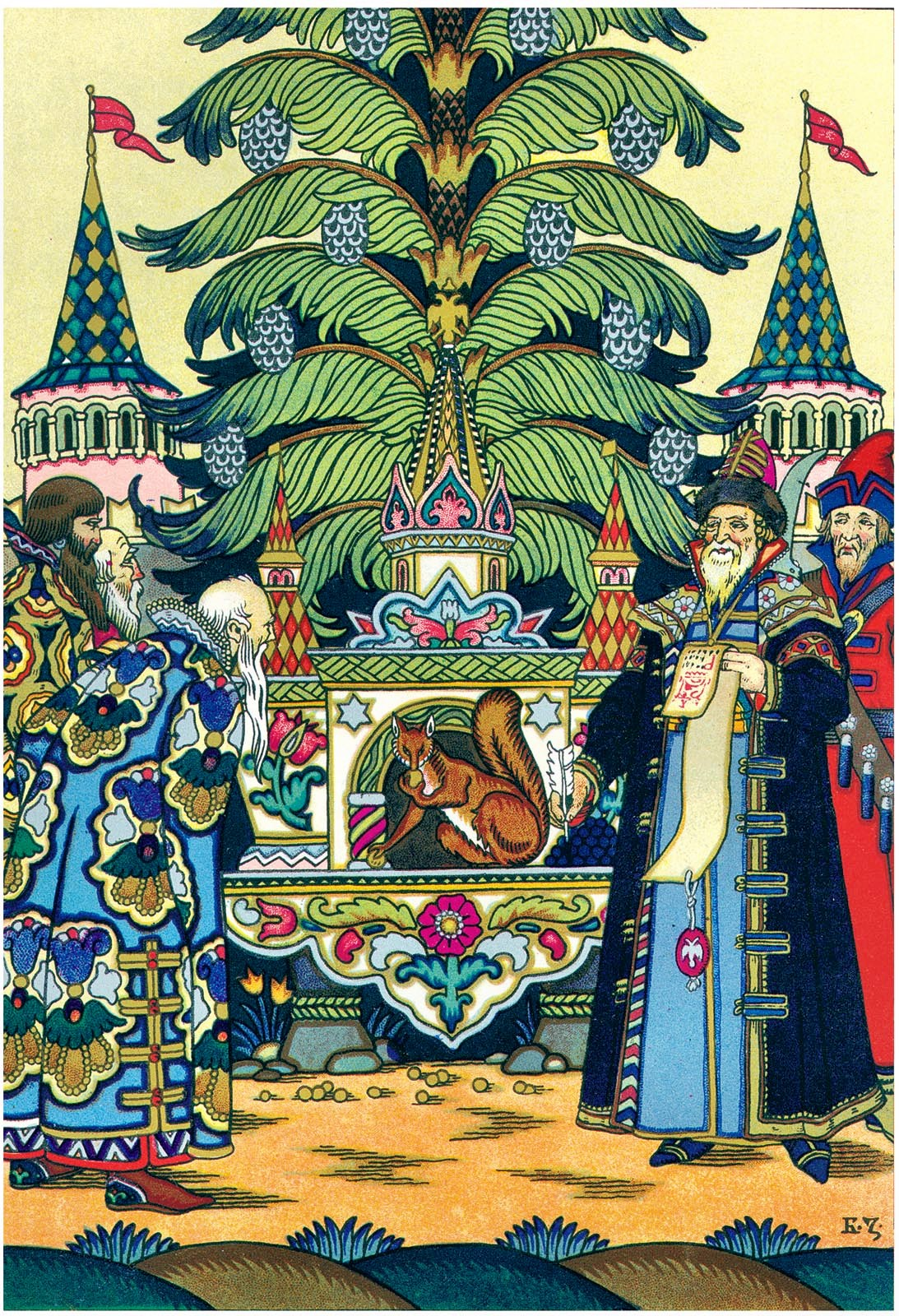
« Un écureuil qui chantonne
Tout en grignotant des noix... »
(Illustration de Boris Zvorykine)

Gvidone marche tristement au bord de la mer. Apparaît le cygne, qui lui demande la raison de sa mélancolie, et Gvidone lui parle de l'écureuil magique qu'il souhaiterait posséder. Le cygne lui promet d'exaucer son vœu : rentrant chez lui, Gvidone découvre dans la cour du palais un pin immense sous lequel l'écureuil grignote des noix d'or et d'émeraude en sifflotant une chanson. Remerciant le cygne, Gvidone installe l'écureuil et son trésor dans une demeure de cristal gardée par des sentinelles.

#### Vers 399-426: le retour du navire
Retour à Bouïane du vaisseau, qui cette fois transporte des chevaux destinés à Saltan. Gvidone leur demande de lui transmettre son salut.

#### Vers 427-438: le second voyage de Gvidone en moustique
Une nouvelle fois, le cygne transforme Gvidone en moustique pour lui permettre de suivre le vaisseau jusque chez son père.

#### Vers 439-536: le deuxième récit des marchands
Saltan invite à nouveau les gens du navire pour leur demander des nouvelles du vaste monde. Ceux-ci lui parlent de l'île et de la cité merveilleuse, sans omettre l'écureuil prodigieux et les richesses qui l'accompagnent. Saltan désire se rendre dans ce pays, mais la sœur tisserande l'en dissuade en dépréciant le prodige et en évoquant trente-trois chevaliers flamboyants émergeant de la mer. Furieux, le moustique la pique à l'œil gauche et regagne son royaume.

#### Vers 537-568: Gvidone rêve aux chevaliers magiques

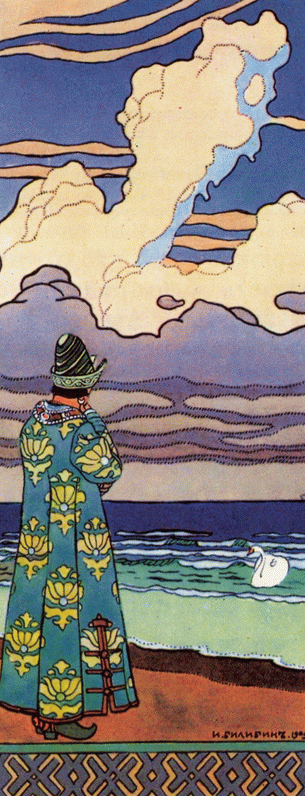
Le prince Gvidone et la princesse-cygne

Gvidone arpente le rivage, l'âme en peine à l'idée des chevaliers magiques. Le cygne, s'étant enquis de la raison de sa tristesse, l'assure qu'il les verra.

#### Vers 569-596: les chevaliers magiques au service de Gvidone
Le cygne fait surgir de la mer les trente-trois chevaliers, tels que les a décrits la tisserande et conduits par le vieux Tchornomor (Mer-Noire). Gvidone les accueille et accepte qu'ils se mettent à son service et protègent son palais.

#### Vers 597-624: le troisième voyage du navire
Le vaisseau revient, transportant de l'or et des armes précieuses destinées à Saltan, et Gvidone leur demande à nouveau de saluer Saltan de sa part.

#### Vers 625-638: le voyage de Gvidone en bourdon
Cette fois, le cygne transforme Gvidone en bourdon qui se dissimule dans le navire et l'accompagne jusqu'au royaume de Saltan.

#### Vers 639-732: le vol du bourdon
Accueillis à la cour de Saltan, toujours mélancolique, les marchands évoquent pour lui leurs tribulations, et décrivent les chevaliers magiques issus de la mer, que l'on peut rencontrer sur Bouïane. Saltan exprime cette fois encore son désir de visiter ce royaume. La Babarikha, ricanant, prétend qu'il n'y a là rien d'extraordinaire, et que la vraie merveille consiste en une princesse splendide, qui porte un croissant de lune aux cheveux et une étoile au front. Le bourdon Gvidone se pose sur le nez de la commère et la pique pour la punir, avant de s'enfuir par la fenêtre vers son île.

### Mariage de Gvidone et retrouvailles avec son père

#### Vers 733-812: la princesse-cygne se révèle

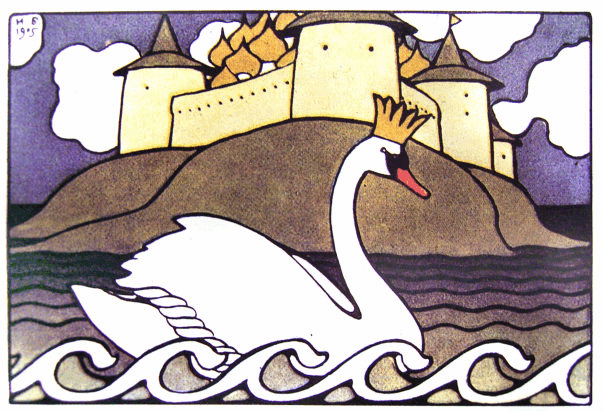
« Sache-le, ton destin est proche
Car cette princesse – c'est moi. »

Gvidone, se promenant tristement sur le rivage, rencontre le cygne et lui confie son regret de ne pas être marié, lui décrivant la princesse splendide dont a parlé sa grand-mère. Le cygne lui révèle que la princesse existe, mais l'engage à bien réfléchir avant de jeter son dévolu sur elle. Gvidone jure qu'il veut épouser la princesse et qu'il ira la chercher jusqu'au bout du monde s'il le faut. Le cygne lui répond qu'il n'est pas besoin d'aller si loin, et se transforme en la princesse rêvée par Gvidone. Ébloui, le prince l'embrasse et l'emmène pour la présenter à sa mère, lui demandant sa bénédiction pour épouser la princesse – bénédiction qui leur est accordée.

#### Vers 813-846: le quatrième voyage du navire
Le vaisseau des marchands refait son apparition, et Gvidone, désormais marié, leur demande de rappeler au tsar Saltan qu'il l'a invité et qu'il l'attend.

#### Vers 847-910: l'invitation de Gvidone à Saltan

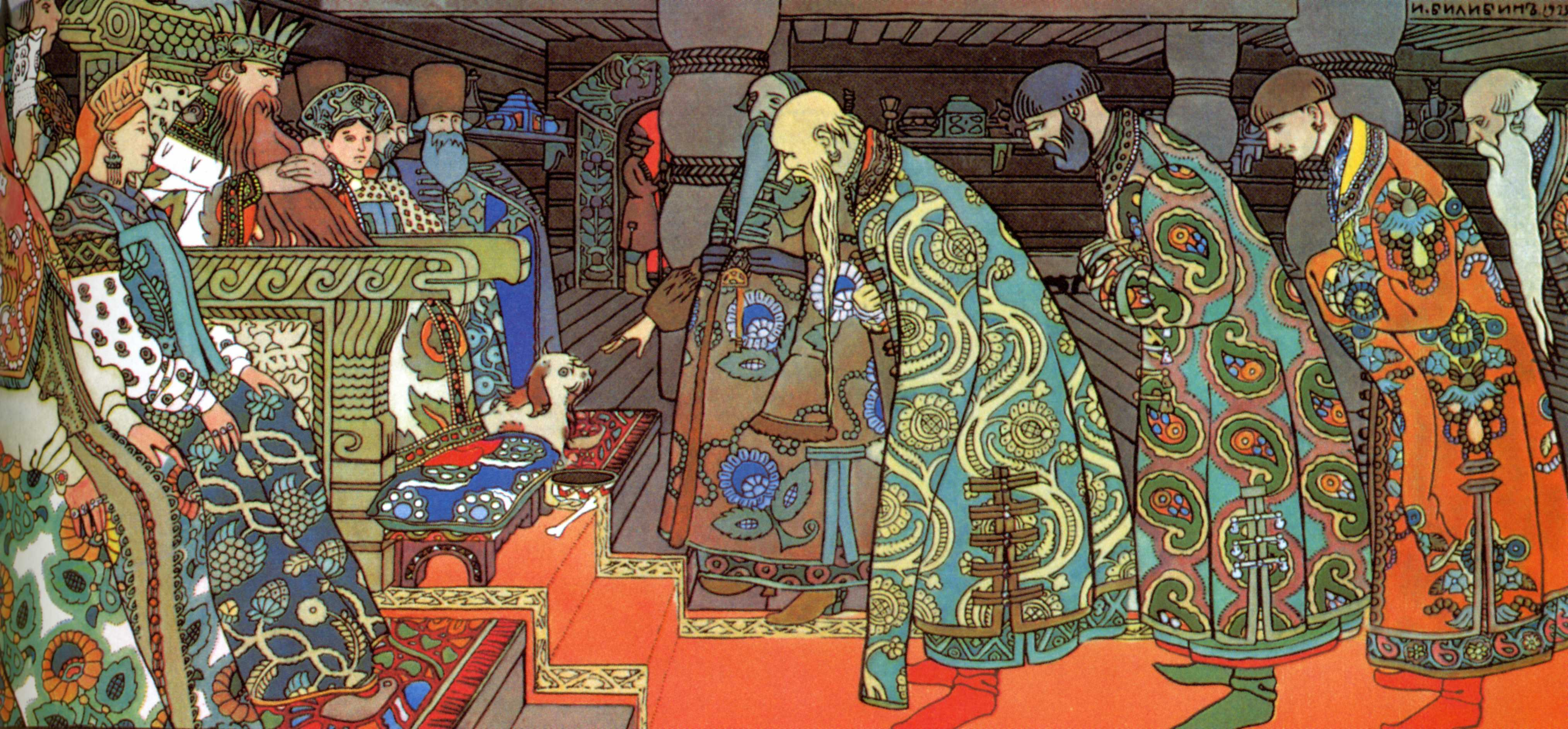
Visite des marchands au tsar Saltan

Les marchands racontent leurs aventures à Saltan et évoquent à nouveau l'île Bouïane avec tous ses prodiges, sans omettre de mentionner que le prince Gvidone, qui a désormais épousé la splendide princesse, attend sa visite.

#### Vers 911-922: Saltan se décide à visiter Bouïane
Malgré les manœuvres des deux sœurs et de leur mère, Saltan se décide enfin à répondre à l'invitation et à se rendre à Bouïane.

#### Vers 923-952: l'arrivée de la flotte de Saltan

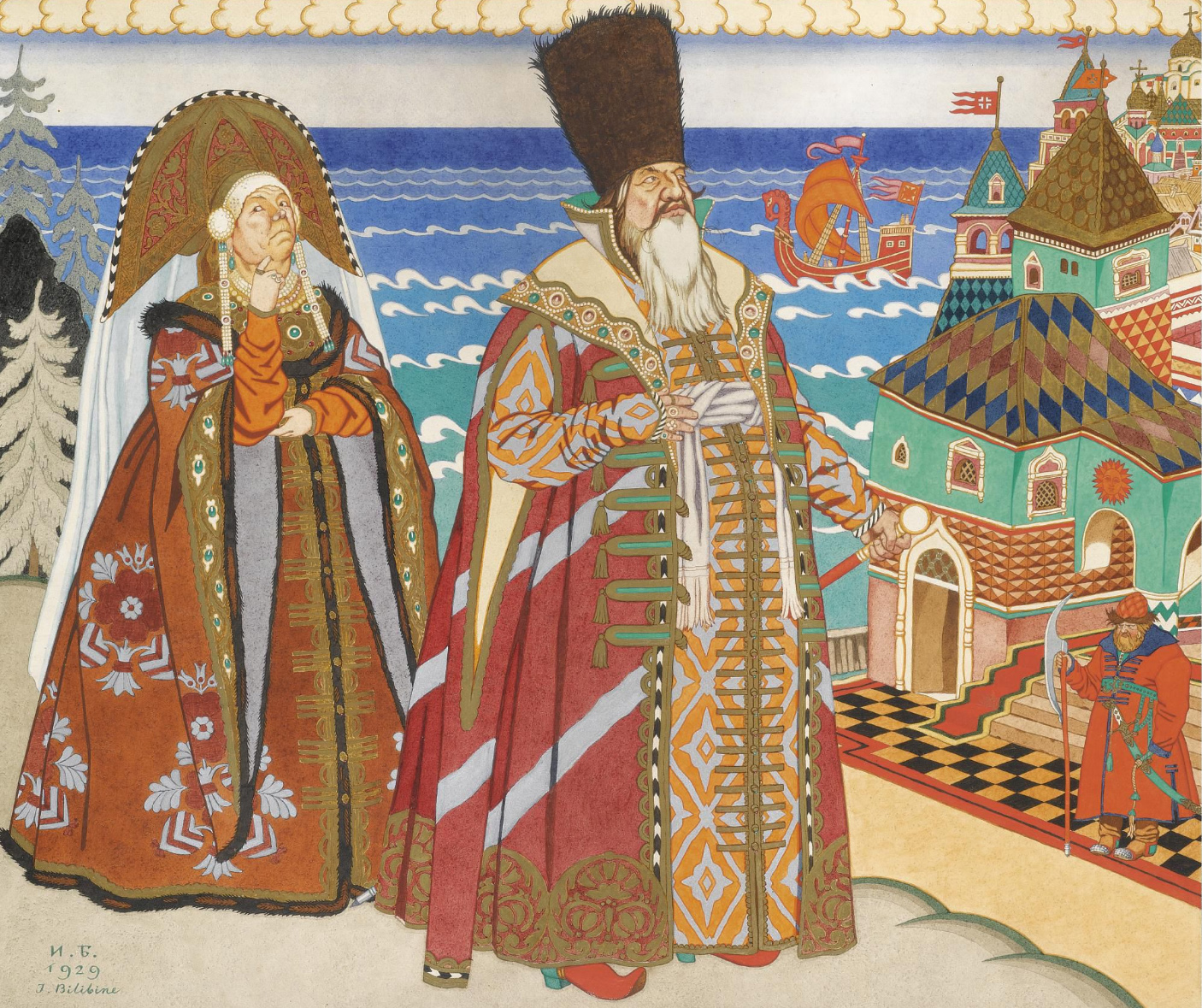
Le Tsar Saltan et la Babarikha

Gvidone, qui contemple la mer depuis son palais, voit apparaître à l'horizon la flotte du tsar Saltan et appelle sa mère et sa femme. Sur le navire de Saltan ont pris place également les deux sœurs et la Babarikha, fort curieuses de voir par elles-mêmes l'île merveilleuse. Gvidone accueille tout le monde royalement, faisant sonner les cloches et tonner les canons, mais sans rien dire.

#### Vers 953-996: allégresse générale et confusion des coupables

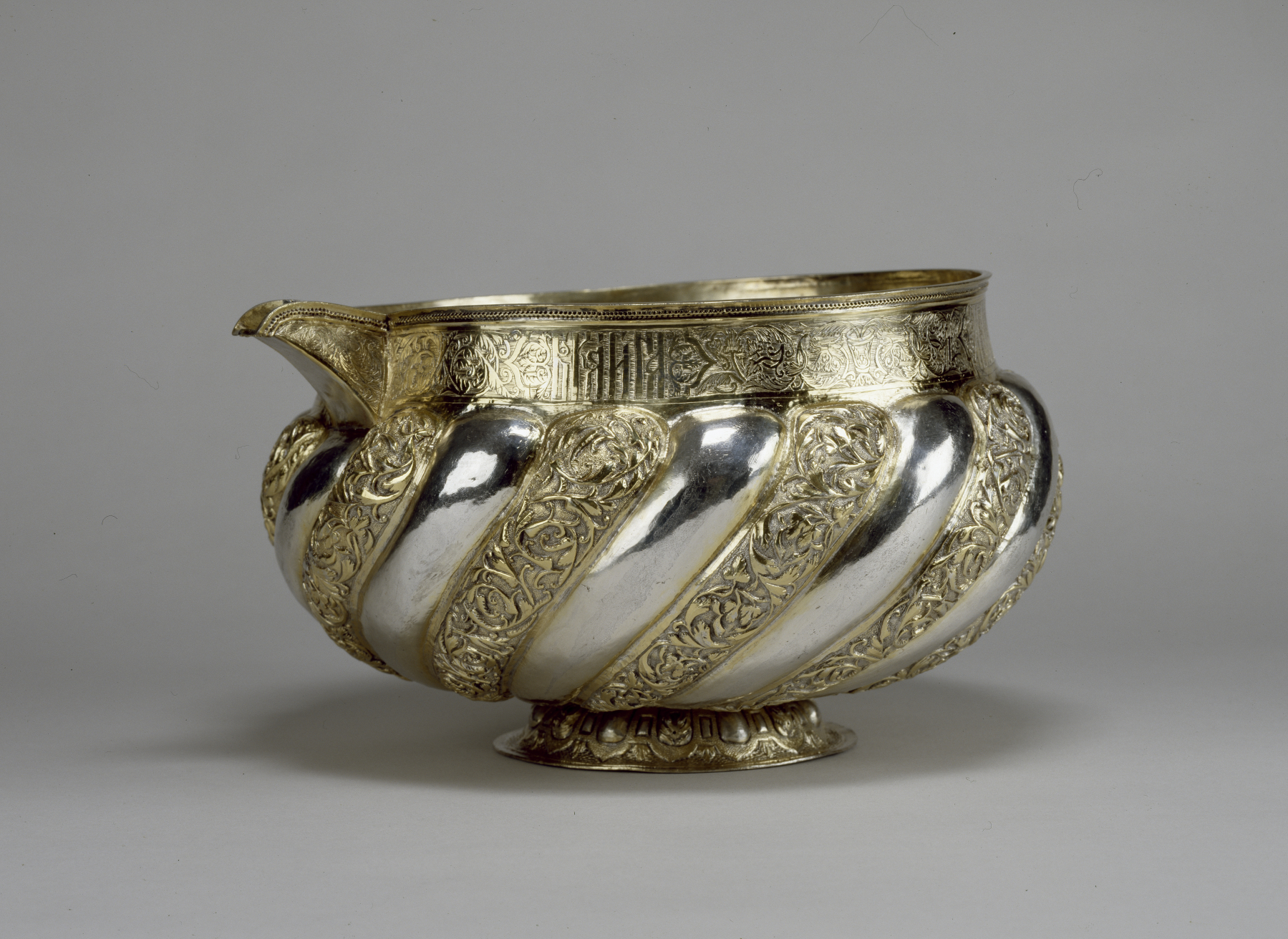
« Bratina » (coupe conviviale utilisée pour l'hydromel, la bière ou le vin lors des banquets), XVIe siècle

Entrant dans le palais, tous peuvent voir de leurs yeux les trente-trois chevaliers, l'écureuil magique et son trésor, enfin la princesse au croissant de lune et à l'étoile. Lorsque paraît la reine-mère, Saltan, bouleversé, reconnaît sa femme et l'embrasse en pleurant, ainsi que son fils et la jeune reine. Le banquet commence, les deux sœurs et leur mère, honteuses, vont se cacher dans un coin : on les retrouve et on leur fait avouer leurs vilenies. Toutefois, le tsar Saltan est si heureux qu'il les laisse rentrer chez elles, et finit la journée à moitié ivre.
Le conte se termine par une formule rituelle similaire à celle de nombreux contes russes : « J'y étais, j'ai bu de l'hydromel et de la bière, j'y ai tout juste trempé mes moustaches ».

## Analogies

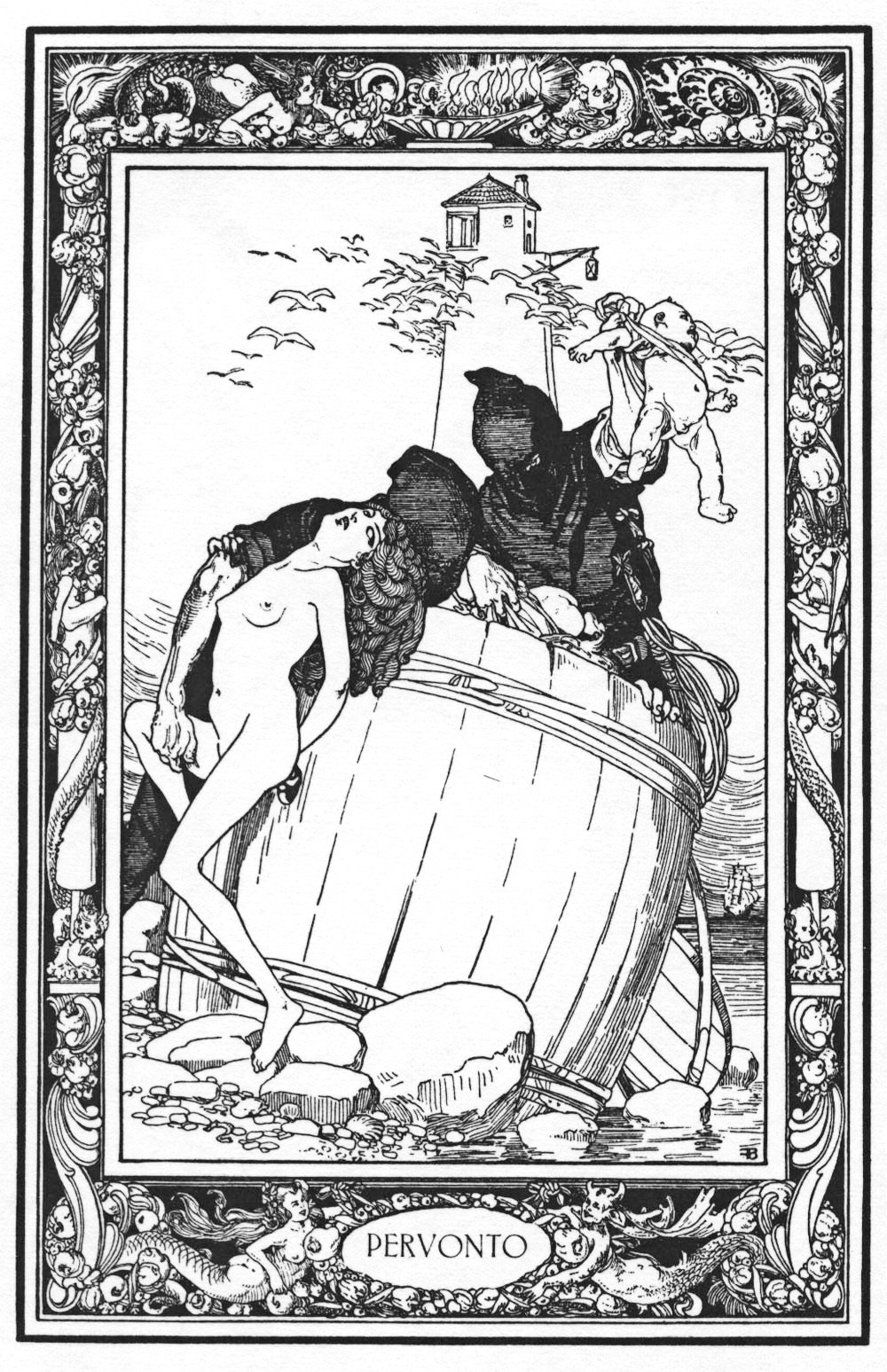
Illustration pour le Pentamerone, par Franz von Bayros

Le conte a été rangé dans la rubrique AT 707 (« Les trois fils d'or ») de la classification Aarne-Thompson. Le thème général se trouve dès le XVIe siècle dans un conte italien de Giovanni Francesco Straparola, L'Augel Belverde (en français : Lancelot, roi de Provins, dans Les Nuits facétieuses ; il a été repris par Madame d'Aulnoy dans La Princesse Belle-Étoile ; une autre version apparaît dans Les Mille et Une Nuits (Histoire des deux sœurs jalouses de leur cadette). L'épisode du héros jeté à la mer dans un tonneau apparaît dans un autre conte de Straparola (Troisième nuit, fable I), tout comme dans un conte de Giambattista Basile (Pentamerone, Peruonto, Ire journée, 3e divertissement). Des similitudes ont également été notées avec Le Conte du Juriste dans Les Contes de Canterbury de Geoffrey Chaucer. Il s'agirait, selon Stith Thompson, de « l'une des huit ou dix intrigues les plus connues dans le monde », restée notamment très vivace en Anatolie.
Diverses versions recueillies en France sont intitulées L'oiseau de vérité, L'oiseau qui dit tout, etc. Elles comportent habituellement les motifs de la conversation des trois sœurs, de l'épouse calomniée en l'absence du roi (fausse naissance anormale), des enfants jetés à l'eau, en général dans une caisse, ainsi que du désir des trois objets merveilleux, du festin final et de la réhabilitation de la mère. Le motif de la jeune fille à l'étoile d'or au front y apparaît également, mais dans un autre contexte. D'autres éléments des versions françaises aussi bien que du conte de Pouchkine se rattachent à d'autres contes-types, certains d'entre eux pouvant déjà être repérés dans le Dolopathos du trouvère Herbert (XIIIe siècle), lui-même adapté d'un texte en latin de Johannes de Alta Silva remontant à 1190 environ.
Le début du conte de Pouchkine notamment ressemble à celui du conte populaire recensé par Afanassiev et intitulé L'arbre qui chante et l'oiseau qui parle (Поющее дерево и птица-говорунья, numéros 288 et 289 dans l'édition de Barag et Novikov). La série de contes 283 à 287, regroupée sous le titre générique Les jambes argentées jusqu'aux genoux, le corps doré jusqu'à la poitrine, se rattache au même conte-type AT 707 (connu dans les pays slaves sous l'intitulé Les enfants merveilleux, en russe : Чудесные дети).
Lev Barag a recensé dans ses Contes populaires biélorusses un conte intitulé Le Chêne Dorokhveï dont une grande partie est très similaire au conte de Pouchkine, et qui constitue l'une des versions du conte traditionnel dont s'est inspiré le poète.

## Adaptations
Outre l'opéra de N. Rimski-Korsakov, le Conte du Tsar Saltan a fait l'objet de plusieurs adaptations en URSS :
- (ru) Сказка о царе Салтане — dessin animé (1943, Soyouzmoultfilm).
- (ru) Сказка о царе Салтане — film de fiction (1966, Mosfilm ; réalisateur Alexandre Ptouchko).
- (ru) Сказка о царе Салтане — dessin animé (1984, Soyouzmoultfilm).

## Théâtre
- Le Conte du tsar Saltan – Moldavie spectacle du Théâtre russe d’État de Chișinău nommé d’après A. P. Tchekhov (1999), mis en scène par Băno Axionov[25]

## Édition française
- Contes (trad. du russe par Hélène Vivier-Kousnetzoff), Ginkgo éditeur [« Petite Bibliothèque slave »]. Gravures de Mikhaïl Nesterov, 2023, 108 p. (ISBN 978-2-84679-498-5)